# Lưu Quý An
Lưu Quý An (21 tháng 2 năm 1940 – 19 tháng 11 năm 1953) là một liệt sĩ thiếu niên trong thời kỳ kháng chiến chống Pháp của Việt Nam. Anh được mệnh danh là "Kim Đồng của tỉnh Vĩnh Phúc", là một trong số ít các thiếu niên được nhà nước Việt Nam phong tặng danh hiệu Anh hùng Lực lượng vũ trang nhân dân. 

## Cuộc đời
Lưu Quý An sinh ngày 21 tháng 2 năm 1940 tại xã Tiền Phong, huyện Mê Linh, tỉnh Vĩnh Phúc (hiện nay đã sát nhập vào thành phố Hà Nội), trong một gia đình nghèo khó có 7 người con. Vì hoàn cảnh gia đình, Lưu Quý An phải đi làm con nuôi cho gia đình bà Nguyễn Thị Từ, một gia đình có truyền thống tham gia cách mạng. Từ năm 10 tuổi, anh đã cùng chị gái là Lưu Thị Màu và anh rể Ngô Văn Lợi tham gia vào các hoạt động đào hầm ngầm, nuôi giấu cán bộ cách mạng. Anh gia nhập đội du kích của xã, tham gia vào cuộc chiến tranh Đông Dương chống lại thực dân Pháp. Trở thành đội viên trẻ tuổi nhất trong đội, Lưu Quý An được tin tưởng giao nhiệm vụ liên lạc cho bộ đội địa phương. Trong hai năm 1952–1953, Lưu Quý An liên tục tham gia vào các trận chống càn của quân dân địa phương, lập được nhiều thành tích.
Ngày 19 tháng 11 năm 1953, quân đội Pháp huy động một tiểu đoàn bộ binh có xe tăng hộ tống hướng từ xã Phúc Yên tiến về hướng xã Tiền Phong để tiến hành một trận càn. Lưu Quý An được giao nhiệm vụ truyền đạt mệnh lệnh từ cấp trên đến các mặt trận. Trên đường thực hiện nhiệm vụ, Lưu Quý An bị bắn gãy một cánh tay. Mặc dù bị thương, anh vẫn cố dùng lựu đạn kìm chân quân Pháp để các du kích rút ra khỏi vòng vây, tổ chức phản công. Sau khi bị khép vòng vây, cắt đứt mọi đường lui, Lưu Quý An đã dùng quả lựu đạn cuối cùng để diệt 3 người lính Âu–Phi, và bị quân Pháp xả súng vào người. Anh hy sinh khi chỉ mới 13 tuổi.
Sau khi hy sinh, Lưu Quý An được truy tặng Huy chương Kháng chiến hạng Nhất và được Trung ương Đoàn Thanh niên Cộng sản Hồ Chí Minh tặng thẻ Đoàn viên danh dự. Tháng 7 năm 1965, Chủ tịch Quốc hội Trường Chinh khi về thăm xã Tiền Phong đã viết vào cuốn sổ lưu niệm dòng chữ "Chúng ta tự hào về những thành tích kháng chiến của nhân dân xã Tiền Phong anh hùng và Lưu Quý An đúng là một Kim Đồng của tỉnh Vĩnh Phúc". Ngày 31 tháng 7 năm 1998, Lưu Quý An được nhà nước Việt Nam truy tặng danh hiệu Anh hùng Lực lượng vũ trang nhân dân.
Hiện nay, tên anh được đặt cho một trường tiểu học tại thành phố Phúc Yên, tỉnh Vĩnh Phúc, được đặt cho một số con phố ở tỉnh Vĩnh Phúc và tỉnh Lào Cai.

## Thành tựu
- Huy chương Kháng chiến hạng Nhất.
- Danh hiệu Anh hùng Lực lượng vũ trang nhân dân.